# تعادل القدرة الشرائية
تعادل القوة الشرائية (بالإنجليزية: Purchasing power parity) أو PPP كإختصار، هي طريقة تستخدم لقياس توازن سعر الصرف بين عملتين وتحقيق المساواة بينها.
هو مقياس لأسعار سلع محددة في دول مختلفة، ويُستخدم لمقارنة القدرة الشرائية المطلقة لعملات الدول. أي أن تعادل القدرة الشرائية هو نسبة سِعر سلة سلع في موقع ما مقسومًا على سعر سلة سلع في موقع آخر. قد يختلف مُعدل التضخم وسعر الصرف وفقًا لتعادل القدرة الشرائية عن سعر الصرف في السوق بسبب التعريفات الجمركية وتكاليف التعاملات الأخرى.
يمكن استخدام مؤشر تعادل القدرة الشرائية لمقارنة الاقتصادات من حيث ناتجها المحلي الإجمالي وإنتاجية العمل والاستهلاك الفردي الفعلي، وفي بعض الحالات لتحليل تقارب الأسعار ومقارنة تكلفة المعيشة بين الأماكن. يتم حساب تعادل القوة الشرائية - وفقًا لمنظمة التعاون الاقتصادي والتنمية - من خلال «سلة من السلع» تحتوي على «قائمة منتجات تغطي حوالي 3,000 سلعة وخدمة استهلاكية، و30 مهنة في الحكومة، و200 نوع من سلع المعدات وحوالي 15 مشروع بناء». وضع النظرية الاقتصادي السويدي غوستاف كاسل عام 1920.

## نظرية «تعادل القوة الشرائية»
قدم عالم الاقتصاد جوستاف كاسيل نظريته «تعادل القوة الشرائية» والتي حاول فيها أن يحدد العلاقة بين مستويات الأسعار النسبية بين البلاد المختلفة.
وترى هذه النظرية أن التغيرات في سعر الصرف تتحدد من خلال العلاقة بين مستويات الأسعار النسبية في البلاد أطراف التبادل الدولي. فسعر الصرف التوازني بين عملتين هو السعر الذي يساوي بين القوة الشرائية لهما. ويتحقق هذا عند المستوى الذي يؤدي إلى قيام التجارة الخارجية بين البلدين في السلع التي تتمتع فيها كل منها بميزات نسبية وفقا لنظرية النفقات النسبية، ويتوقف اتجاه الهروب من النقد الوطني لدولة من الدولتين إلى السلع عليه.

وفي أبسط صورها تفترض نظرية تعادل القوة الشرائية بأن سعر الصرف لدولة ما يتحدد من خلال النسبة بين مستوى الأسعار الداخلية مقوما بالعملة الوطنية (الجنيه المصري مثلا) ومستوى الأسعار العالمية مقدرا بالعملة الأجنبية (الدولار الأمريكي مثلا، فإذا افترضنا أن:
ف = سعر الصرف.
م = مستوى الأسعار المحلية مقوما بالعملة الوطنية.
ل = مستوى الأسعار العالمي مقدرا بإحدى العملات العالمية.
فأنه في ضوء هذه المصطلحات يمكن صياغة المعادلة التالية:
م ف = ل
ومنطوق هذه النظرية بأن مستوى الأسعار المحلية يتكافأ مع سعر الصرف مضروبا في مستوى الأسعار العالمية. وكما هو معروف فإن قياس مستويات الأسعار يتم عن طريق استخدام فكرة الأرقام القياسية للأسعار مثل الرقم القياسي لنفقات المعيشة أو الرقم القياسي لتجارة الجملة. ويمكن التعبير عن نظرية تعادل القوة الشرائية مرة أخرى باستخدام الأرقام القياسية للأسعار على النحو التالي:
ع2 x ف1 = ف. x ع1
فإذا كان سعر صرف الجنيه المصري بالنسبة للدولارات الأمريكية مثلا 2 دولار = جنيه مصري، ثم ارتفعت الأسعار في مصر بنسبة 20% وفي الولايات المتحدة الأمريكية بنسبة 60% فإن:
ف. = 2
ع 1 = 120%
ع 2 = 160%
ويصبح سعر الصرف الجديد ف1 هو:
160% ف1 = 2 دولارا أمريكيا 120%
ف1 = 1.5
فمعنى ذلك أن سعر الصرف الجديد للجنيه المصري قد زاد عن سعر الصرف القديم بمقدار دولار أمريكي ونصف.
ومن هنا يمكن الاستنتاج بأن نظرية تعادل القوة الشرائية تنطق بأن ارتفاع مستوى الأسعار المحلية بالمقارنة بمستوى الأسعار العالمية في ظل افتراض سعر معين للصرف أنما يؤدي إلى ارتفاع سعر الصرف تلقائيا. وتفسير ذلك أن الارتفاع الحادث في مستوى الأسعار المحلية مقارنا بمستوى الأسعار العالمية يؤدي إلى زيادة كل من الواردات والطلب على الصرف الأجنبي وانخفاض كل من الصادرات وعيض الصرف الأجنبي.

### الفرضيات
وتعتمد هذه الصياغة الأولى لنظرية تعادل القوة الشرائية على عدد من الفروض يمكن إيجازها فيما يلي:
- تفترض النظرية العلم بسعر الصرف التوازني.
- تفترض النظرية عدم حدوث حركات لرؤوس الأموال تعتمد بها خلال الفترة التي تحدد تغير سعر الصرف عنها.
- تفترض النظرية عدم حدوث تغيرات هيكلية في الاقتصاد القومي تنعكس على تكاليف الإنتاج (العرض) وأذواق المستهلكين والدخول (الطلب).
- تفترض النظرية عدم تدخل الدولة في التجارة الخارجية سواء بفرض القيود الجمركية أو غير الجمركية، أي أنها تفترض حرية التجارة الخارجية.

وفي ضوء هذه الفروض التي تعتمد عليها نظرية تعادل القوة الشرائية فإنه يمكن توجيه الانتقادات التالية إلى هذه النظرية:
- تعتمد نظرية تعادل القوة الشرائية على حساب الأرقام القياسية للأسعار وتتعرض بالتالي لكل النواقص التي تكمن في حساب هذه الأرقام القياسية ومن حيث نوع الرقم القياسي المستخدم.
- تعتمد هذه النظرية على سعر الصرف القديم وتنطلق منه لتحاول الوصول إلى سعر جديد يدخل على السعر القديم التغيرات الضرورية اللازمة لمقابلة التغير النسبي في الأسعار. معنى هذا أنها تفترض أن سعر الصرف القديم كان سعرا توازنيا قبل حدوث التغيير في الأسعار وهو فرض غير سليم. والنتيجة أن طريقة حساب سعر الصرف الجديد في هذه النظرية تنقل إليه كل العيوب والأخطاء التي كانت كامنة في السعر القديم.
- تفترض هذه النظرية أن أسواق الصرف تسودها شروط المنافسة الكاملة وهو أمر غير صحيح بالنسبة لكثير من أسواق الصرف في عالم اليوم، بل ومنذ الأزمة الاقتصادية العالمية الكبرى في سنوات الثلاثينيات.
- تقف النظرية عاجزة عن تفسير التحول في الطلب الدولي وفي حركات رؤوس الأموال وأثر التغييرات في الطرق الفنية للإنتاج وغي ذلك من الأمور التي تؤثر في معدلات التبادل الدولية. وكان من نتيجة ذلك أن اعتبرت النظرية نظرية خاصة تفسر ظروفا معينة ولا تقدم تفسيرا عاما لأسعار الصرف.

وأما هذه الانتقادات حاول فريق من الكتاب تعديل الصياغة الأولية المبسطة لنظرية تعادل القوة الشرائية مع أخذ عنصر الزمن في الحسبان بحيث تجري المقارنة بين كل من سعر الصرف، مستوى الأسعار المحلية ومستوى الأسعار العالمية خلال فترتين زمنيتين هما ت، ت + 1 .
وفي ضوء هذا التعديل تحصل على المعادلة التالية التي تعبر من نظرية تعادل القوة الشرائية:
م ت + 1                 م ت
ف ت + 1                                   :             ف ت = : ....... (4)
ل ت + 1               ل ت
ف ت = سعر الصرف في الفترة الزمنية الأولى.
ف ت + 1 = سعر الصرف في الفترة الزمنية الثانية.
م ت = مستوى الأسعار المحلية في الفترة الزمنية الأولى.
م ت + 1 = مستوى الأسعار المحلية في الفترة الزمنية الثانية.
ل ت = مستوى الأسعار العالمية في الفترة الزمنية الأولى.
ل ت + 1 = مستوى الأسعار العالمية في الفترة الزمنية الثانية.
وتدلنا المعادلة رقم (4) على أن النسبة بين سعر الصرف في الفترة الزمنية الثانية ت + 1 وسعر الصرف في الفترة الزمنية الأولى ت تعادل النسبة بين مستوى الأسعار المحلية في الفترة الزمنية ت+ 1 ومستوى الأسعار العالمية في الفترة الزمنية ت + 1 مقسومة على النسبة بين مستوى الأسعار المحلية في الفترة الزمنية ف، ومستوى الأسعار العالمية في الفترة الزمنية ت، وذلك بغض النظر عن ضرورة تطابق سعر الصرف في كل فترة زمنية مستقلة مع النسبة بين مستويات الأسعار في الداخل والخارج.
غير أن المعادلة رقم (4) لا تصبح صحيحة إلا إذا توافر الشرط التالي:
أن يكون الاختلاف بين سعر الصرف والنسبة بين مستويات الأسعار ثابتا خلال الزمن. وهنا يتغير سعر الصرف بنفس مقدار تغير النسبة بين مستويات الأسعار. فإذا تغير مستوى الأسعار المحلية على سبيل المثال بمقدار أربعة أمثاله، ومستوى الأسعار العالمية بمقدار الضعف فإن سعر الصرف الجديد يصبح ضعف سعر الصرف القديم.. حيث:
4
2 : 1 =             1 : 1
2
ومعنى ذلك أن نظرية تعادل القوة الشرائية طبقا لصياغتها المعدلة في المعادلة رقم (4) تقيس الاختلافات في درجات التضخم بين الدول المختلفة. فعملية المواءمة في سعر الصرف ترجع إلى أن ارتفاع مستوى الأسعار المحلية يؤدي إلى زيادة الطلب على واردات السلع الأجنبية وانخفاض عرض الصادرات الوطنية مما يؤدي إلى زيادة الطلب على الصرف الأجنبي وانخفاض عرض الصرف الأجنبي.
غير أن الصياغة المعدلة لنظرية تعادل القوة الشرائية تعرضت هي الأخرى بدورها إلى الانتقاد فسعر الصرف لا يتغير فقط نتيجة لعدد من المتغيرات الذاتية المستقلة. ولبيان ذلك نفترض حدوث زيادة ى في الدخل القومي. هذه الزيادة تؤدي بدورها إلى ارتفاع كل من الطلب على السلع الوطنية والطلب على الواردات (السلع الأجنبية) فإذا كانت الواردات تتسم بأنها ذات مرونة كاملة، فإنه يمكن القول أن زيادة الطلب عليها لن يصاحبه زيادة في أسعار الواردات. ومعنى ذلك أن سعر الصرف يرتفع في هذه الحالة دون أن يناظره تغير في النسيبة بين مستويات الأسعار المحلية والعالمية.
بل إن الأمر لا يتوقف عند هذا الحد، ذلك أنه يمكن القول أنه في الإمكان تغير العلاقة النسبية بين مستويات الأسعار المحلية والعالمية دون أن يناظرها تغيرات في سعر الصرف. فعلى سبيل المثال إذا شهدت صناعات التصدير تقدما تكنولوجيا، فإن منحنى عرض الصادرات ينتقل إلى أسفل. أما منحنى عرض الصرف الأجنبي قد يبقى دون تغيير (ثبات قيمة الصادرات) إذا كانت مرونة الطلب على الصادرات تعادل الواحد الصحيح. ففي هذه الحالة فإن انخفاض أسعار الصادرات يصاحبه ارتفاع كمية الصادرات بنفس النسبة ونتيجة لذلك يبقى سعر الصرف ثابتا دون تغيير، الأمر الذي يخالف النتائج التي توصلت إليها نظرية تعادل القوة الشرائية والمتمثلة في صورة تغير سعر الصرف نتيجة لتغيير العلاقة النسبية بين مستويات الأسعار المحلية والعالمية.
وفي ختام استعراضنا لنظرية تعادل القوة الشرائية يمكن القول أن تغيرات العلاقة النسبية بين مستويات الأسعار المحلية والعالمية لا تشكل العامل الوحيد الذي يحدد سعر الصرف، وإنما يعتبر أحد العوامل الهامة التي تشترك في تحديد سعر الصرف.